# Riley (Kansas)
Richmond es una ciudad ubicada en el condado de Riley en el estado estadounidense de Kansas. En el año 2010 tenía una población de 939 habitantes y una densidad poblacional de 853,64 personas por km².

## Geografía
Richmond se encuentra ubicada en las coordenadas 39°17′53″N 96°49′38″O / 39.29806, -96.82722 (39.298179, -96.827097).

## Demografía
Según la Oficina del Censo en 2000 los ingresos medios por hogar en la localidad eran de $32,794 y los ingresos medios por familia eran $37,955. Los hombres tenían unos ingresos medios de $26,528 frente a los $19,318 para las mujeres. La renta per cápita para la localidad era de $15,164. Alrededor del 10.7% de la población estaban por debajo del umbral de pobreza.